# Lexus LF-NX
Lexus LF-NX – koncepcyjny crossover marki Lexus zaprezentowany po raz pierwszy podczas targów motoryzacyjnych we Frankfurcie w 2013 roku. Auto zostało wprowadzone do produkcji w 2014 roku jako Lexus NX.

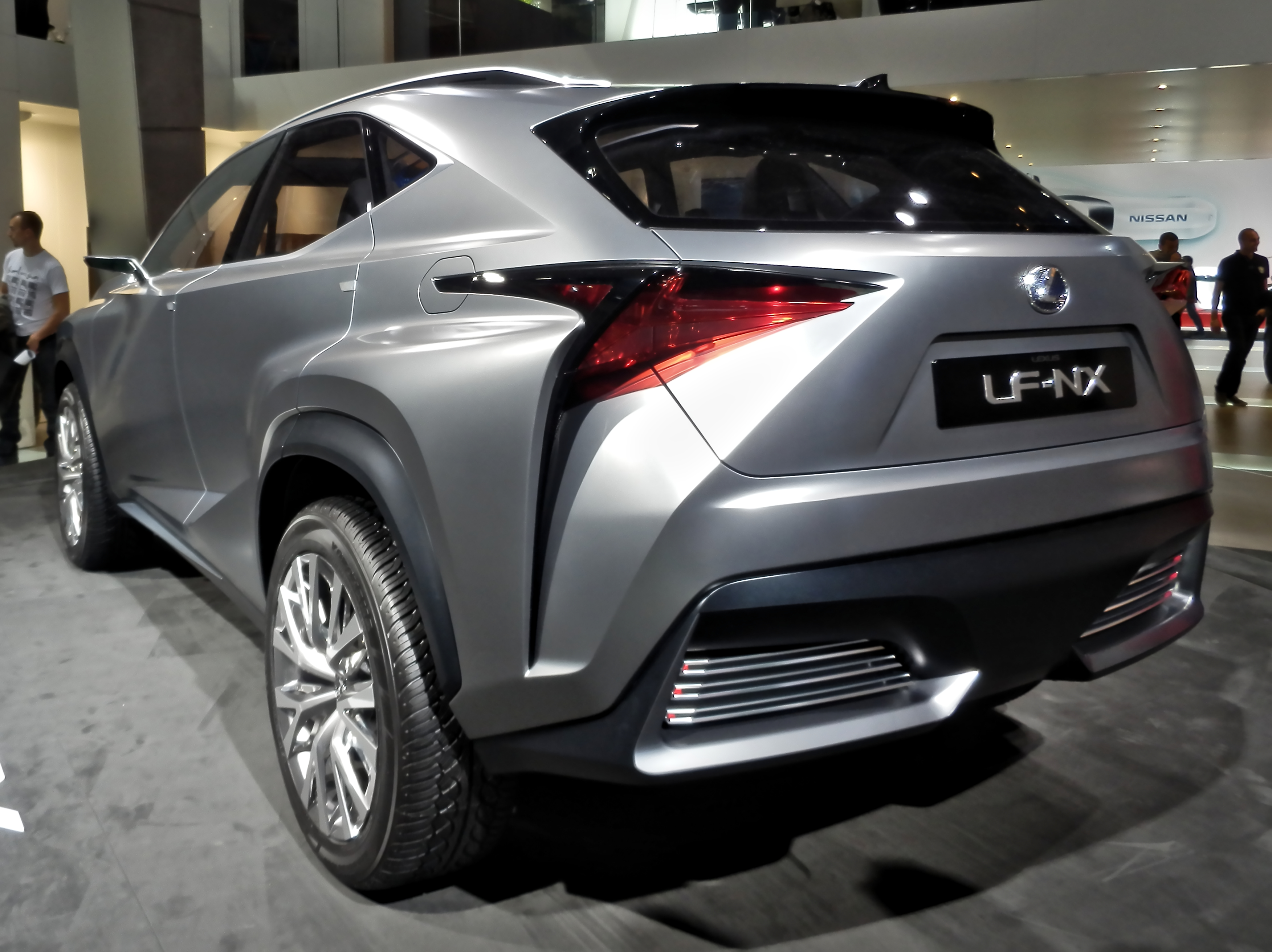
Tył LF-NX

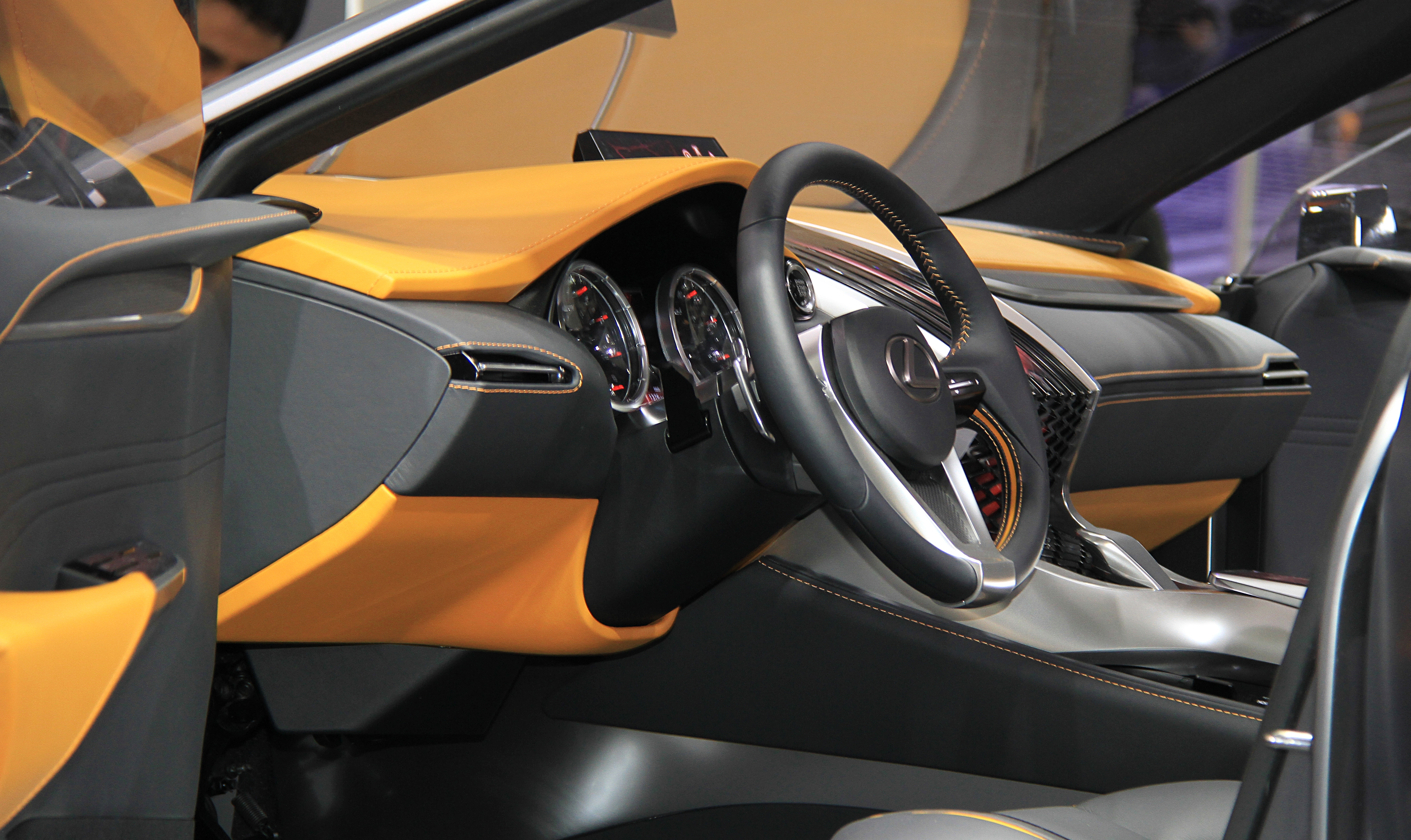
Wnętrze

Auto otrzymało charakterystyczny dla nowych modeli marki gigantyczny przedni grill, muskularne nadkola oraz wąskie reflektory z wbudowanymi światłami do jazdy dziennej w kształcie litery L wykonanych w technologii LED.
Pojazd wyposażono w kolejną generację systemu Hybrid Synergy Drive, który współdziała z benzynowym silnikiem o pojemności 2.5 litra wyposażonym w turbosprężarkę oraz system zmiennych faz rozrządu, a wspierany jest przez silnik elektryczny. Oba układy napędowe generują łącznie moc około 200 KM, która przekazywana jest na przednią oś pojazdu.